# Storia dell'Istria
L'Istria (in croato e sloveno: Istra; in istriota Elstria) è la penisola più grande del mare Adriatico. È situata all'estremità nord dell'Adriatico tra il golfo di Trieste e il golfo del Quarnaro. Oggi appartiene ai territori di tre Stati: Croazia, Slovenia, e Italia.

## Preistoria
La prima comparsa di vita umana in Istria risale al Paleolitico inferiore, come dimostrato da manufatti scoperti nella cava di Šandalja presso Pola, attribuiti all'800 000 a.C.
Dall'XI secolo a.C., l'Istria era abitata dagli istri, una tribù preistorica illirica da cui la penisola prese il nome. Il loro arrivo segna l'inizio dell'età del ferro in Istria. Un'altra tribù che abitava la zona era costituita dai liburni. La porzione più occidentale della loro terra, la Liburnia, copriva la zona orientale del fiume Arsa.

## Periodi romano e bizantino

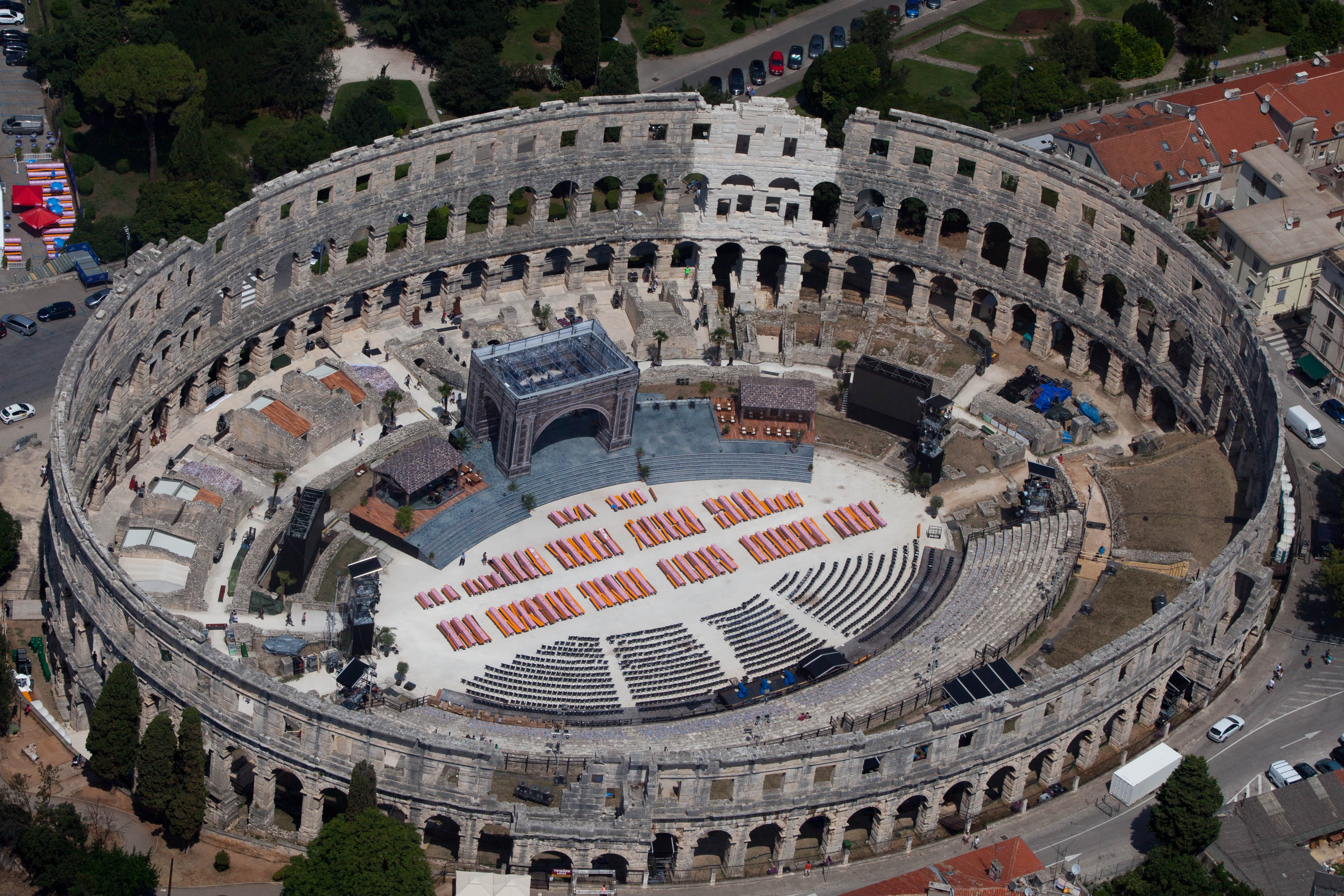
L'Arena di Pola, costruita tra il 27 a.C. e il 68 d.C., è tra i più antichi anfiteatri romani giunti fino a noi.

Dopo una serie di conflitti, i romani sconfissero gli istri e presero il controllo della penisola tra il 178 e il 177 a.C. I romani fondarono il porto di Pietas Iulia (l'odierna Pola) e gradualmente convertirono le zone interne in latifundia, grandi appezzamenti lavorati da coloni e locali. Benché nel collinoso interno sopravvivessero sacche di resistenza illirica, alla lunga soccombettero alla combinazione romana di superiorità militare ed economica. Anche se Pola è l'unico sito dell'Istria che conservi tracce significative dei romani (principalmente il foro e l'anfiteatro), la maggior parte degli insediamenti importanti dell'Istria furono fondati in questo periodo.
In epoca augustea, buona parte dell'Istria fu incorporata alla Regio X dell'Italia romana, rimanendovi parte integrante fino alla caduta dell'Impero romano d'Occidente nel 476 e durante il successivo regno di Odoacre.
Il cristianesimo apparve in Istria alla fine del III secolo d.C., e nel IV secolo furono costruite le prime chiese. Il periodo tra il II e il V secolo d.C. vide le incursioni di tribù germaniche, un afflusso sostenuto di profughi da Pannonia ed altre province, instabilità politica connessa alle lotte per il trono romano, e declino dell'economia.

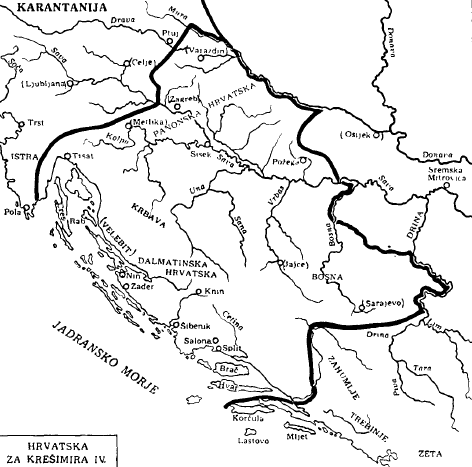
La parte esterna dell'Istria era compresa nel regno di Croazia durante il regno di Petar Krešimir IV.

Dopo la caduta dell'impero romano d'Occidente, la regione fu conquistata dagli ostrogoti nel 489 d.C. Nel 538/539 fu incorporata nell'impero bizantino — che era sopravvissuto come parte dell'esarcato di Ravenna — ed annesso al regno longobardo nel 599.
Nelle invasioni avarico-slave e nel processo di insediamento dagli slavi, all'inizio del VII secolo, le città interne furono distrutte ed abbandonate, mentre la sola costiera resisté a questi attacchi. Questo periodo fu assai combattuto, perché gli attacchi dei longobardi da ovest, tribù slovene dal nord, e tribù croate da est e sud provocavano una situazione di conflitto pressoché costante.

## Dominio franco e veneziano
L'Istria fu annessa al regno franco da Pipino d'Italia nel 788. I semi della dissoluzione dell'Istria furono gettati nel corso del dominio franco sempre più debole, che consentì alla gran parte degli insediamenti di raggiungere l'autonomia de facto.
Nei secoli X e XI, l'Istria fu governata da famiglie feudali tedesche. A partire dalla metà dell'XI secolo l'Istria fu un margraviato separato, dato in eredità a varie famiglie di nobili da imperatori tedeschi, i duchi di Carinzia, Merano e Baviera. L'imperatore tedesco Enrico IV assegnò nominalmente la rimanente marca al patriarcato di Aquileia. Secondo Costantino Porfirogenito, le parti orientali dell'Istria a nord del fiume Arsa all'epoca appartenevano al regno di Croazia.

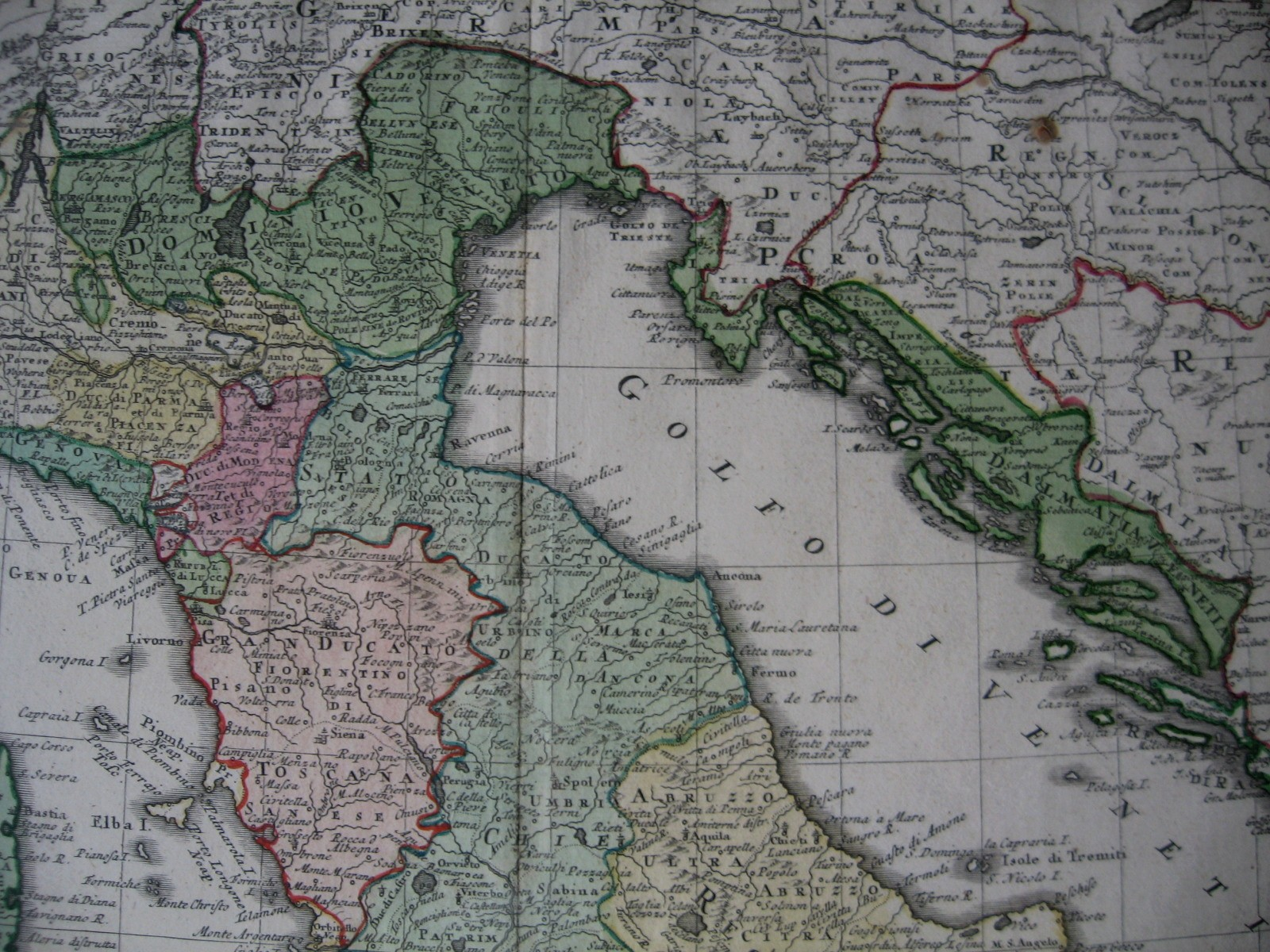
Parti dell'Istria comprese nel territorio della repubblica di Venezia.

Nel 1145 le città di Pola, Capodistria e Isola si opposero alla Serenissima, ma furono sconfitte, e da quel momento caddero sotto il controllo di Venezia. Nel corso del XIII secolo il dominio del patriarcato si affievolì e le città continuarono a sottomettersi a Venezia — Parenzo nel 1267, Umago nel 1269, Cittanova nel 1270, San Lorenzo del Pasenatico nel 1271, Montona nel 1278, Capodistria nel 1279, e Pirano con Rovigno nel 1283. Venezia gradualmente pose in suo potere l'intera zona costiera dell'Istria occidentale e la zona di Fianona sulla costa orientale della penisola. Le città costiere più agiate coltivavano relazioni economiche sempre più forti con Venezia e nel 1348 finirono per integrarsi nel suo territorio, mentre quelle interne risentivano dell'influsso del più debole patriarcato di Aquileia, divenuto parte dell'impero d'Asburgo nel 1374.